# La Siberia

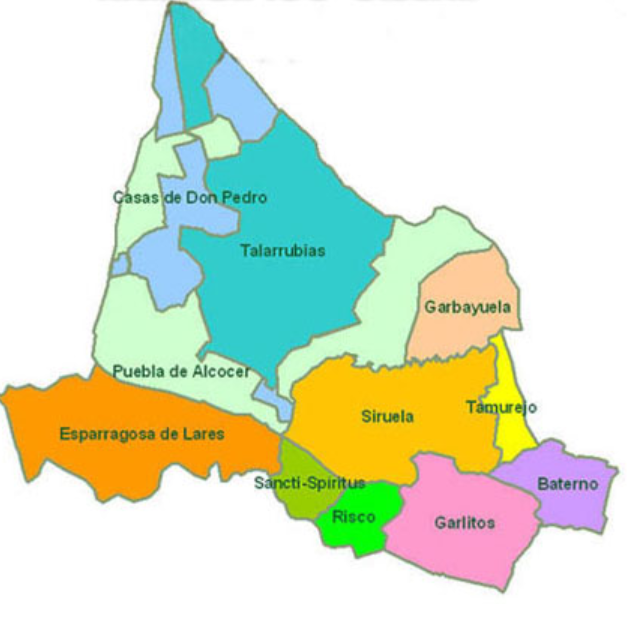
Mapa de los 11 municipios que pertenecen a la Mancomunidad Siberia

La Siberia es una comarca española situada al noreste de la provincia de Badajoz. Limita con las de Cáceres, Toledo y Ciudad Real. El nombre de Siberia extremeña empezó a usarse a finales del siglo XIX y principios del XX; cuando empezaron a hacerse proyectos para construir en ella carreteras, alguna línea de ferrocarril y un pantano. Por aquellos años era noticia constante en los periódicos el nombre de la Siberia rusa, por las deportaciones de ciudadanos rusos por motivos políticos, y de la construcción del Transiberiano; tren que une Moscú con lo más distante al este de Rusia. La lejanía de los pueblos de la Siberia extremeña con Badajoz, capital de la provincia (algunos pueblos están a más de doscientos kilómetros), hizo que, por similitud, se comparara a una región con otra. Existen otras versiones sobre el origen del nombre.
Al principio se dio el nombre de Siberia extremeña a los pueblos incluidos en los partidos judiciales de Herrera del Duque y Puebla de Alcocer: al desaparecer este último, en 1965, algunos de sus pueblos pasaron al partido de Herrera del Duque. Son los diecisiete pueblos de este partido, más tres anejos, los que componen actualmente la Siberia extremeña: Baterno, Casas de Don Pedro, Castilblanco, Esparragosa de Lares -con su anejo Galizuela-, Fuenlabrada de los Montes, Garbayuela, Garlitos, Helechosa de los Montes-con Bohonal de los Montes-, Herrera del Duque -con Peloche-, Puebla de Alcocer, El Risco, Sancti-Spíritus, Siruela, Talarrubias, Tamurejo, Valdecaballeros y Villarta de los Montes. Tiene 19 820 habitantes  y una extensión de 2756,26 kilómetros cuadrados. Su término está bañado por las aguas de los ríos Guadiana y Zújar, con un total de cinco pantanos: Cijara, García Sola, Orellana, Zújar y La Serena.
Está dividida la Siberia extremeña en dos mancomunidades: Cijara, con los pueblos de Castilblanco, Fuenlabrada de los Montes, Helechosa de los Montes y Bohonal de los Montes, Valdecaballeros, Villarta de los Montes y Herrera del Duque con su anejo Peloche; capital de la mancomunidad de Cijara, de la comarca de la Siberia extremeña, y del partido judicial de Herrera del Duque y otra parte a la Mancomunidad de Municipios de la Siberia, integrada, junto con la Mancomunidad de Cijara, en la comarca de la Siberia extremeña.
La Mancomunidad de Municipios Siberia, es una mancomunidad integral de la provincia de Badajoz (España), situada en la comunidad autónoma de Extremadura. La mancomunidad está integrada por once municipios: Baterno, Esparragosa de Lares, Garbayuela, Garlitos, Puebla de Alcocer, Risco, Sancti-Spíritus, Siruela, Talarrubias, Casas de Don Pedro y Tamurejo.
La mancomunidad Siberia limita al norte con la mancomunidad de Cijara, al este con la comunidad de Castilla-La Mancha, al sur con la comarca extremeña de La Serena y al oeste con la también comarca extremeña de Vegas Altas.
En 2016 se puso en marcha una candidatura para conseguir la declaración de la Siberia como reserva de la biosfera. La iniciativa, promovida por la Diputación de Badajoz y apoyada por la Junta de Extremadura, contó en un principio con el apoyo de los ayuntamientos de la zona. Sin embargo, tras repetidas protestas por parte de las asociaciones de agricultores y ganaderos como ASAJA, cinco de los once ayuntamientos que componen la mancomunidad de la Siberia retiraron su apoyo a la candidatura. Uno de ellos es Talarrubias, capital de la mancomunidad, que mediante resolución de la alcaldía con fecha de 17 de noviembre de 2016 excluyó a Talarrubias de la candidatura. La falta de consenso hizo que la Asamblea de Extremadura finalmente tampoco diese su apoyo a la iniciativa.
En 2019 fue declarada reserva de la BioSphera por la UNESCO.La Siberia Biosphere Reserve

## Toponimia
El hecho de que el nombre de Siberia arraigase en esta comarca pudo deberse a varias causas. De todas las versiones existentes, la que parece más creíble argumenta que la denominación alude al atraso de la comarca, a la falta de vías de comunicación, a su aislamiento, marginación y abandono que históricamente ha sufrido. Esta situación de aislamiento ya fue documentada en 1908 en un artículo publicado por José Ramón Mélida en El Correo de Madrid y en el Noticiero Extremeño: 

Comarca [...] con unos veinte pueblos distanciados y como aislados en aquella especie de desierto, sin caminos ni casi veredas que los comuniquen, lo que hace por demás penoso y peligroso recorrerla. Los viajantes de comercio, que la temen y rehúsan, si pueden, la llaman La Siberia, nombre terrible y significativo.

Durante la dictadura de Primo de Rivera se intentó contrarrestar el tópico de atraso regional y nacional que connotaba el nombre. Así, en 1926 se inició desde los periódicos una campaña en pro de La Siberia. Sin embargo, estos intentos no lograron más que arraigar el término. A nivel nacional, el nombre de Siberia como símbolo de la España profunda alcanzó su cota más alta en la II República, a raíz de los trágicos sucesos de Castilblanco.
Otra hipótesis que algunos estudiosos esgrimen sobre el origen del nombre, es que provenga del río Iber , Ibero o Iberus, en referencia al actual río Guadiana. El nombre provendría del prefijo latín "Cis-" que indica "de esta parte o de este lado", y del río "Ibero", nombre que puede designar a los actuales ríos Ebro o Guadiana. Con la llegada de los romanos, quienes bautizaron el río con el nombre de "Ana" (proviene del romano "Anas", una familia de patos, por lo que vendría a significar "río de patos" o que procede del prerromano "Ana" que es, sencillamente, "agua" o "río"), y de los árabes después, los cuales añadieron el prefijo "wādi-" (río en árabe).
Después, desde la segunda mitad del siglo XX, se han seguido dos líneas de actuación respecto al nombre de Siberia. Desde ambientes políticos y culturales,[¿quién?] se insiste en lo peyorativo del término y, por tanto, en la necesidad de cambiarlo. Se han propuesto apelativos como "Los Montes", "Los Lagos y Los Montes", "Los Montes del Guadiana"... Pero ningún intento ha tenido éxito. A nivel popular el término ha perdido cualquier connotación negativa, por lo que se ha extendido y ha sido aceptado por la mayoría de la población.

## Historia

### Prehistoria
La comarca nororiental de la actual provincia de Badajoz sale de la prehistoria fuertemente apegada a la ganadería y a la caza. Aun siendo tierras aisladas, sus habitantes han dejado prueba de sus preocupaciones religiosas y funerarias, en algunos hallazgos aislados, en los numerosos abrigos de pinturas rupestres repartidos por sus sierras, y en las genéricamente denominadas estelas decoradas extremeñas.
Entre los primeros hallazgos se encuentran, por ejemplo, el tesorillo áureo de Navalvillar de Pela o el torques de Orellana, ambos en oro. Las sierras de Talarrubias, Navalvillar y, sobre todo, los montes que marcan la transición al Valle de Alcudia son claros ejemplos de abrigos con pinturas rupestres. Destacan entre todas ellas las representaciones de carros y armas del Peñón del Buitre. También han aparecido figuras de guerreros, armas (escudos, espadas, lanzas y a veces arcos) y elementos propios del ajuar funerario como fíbulas, espejos, peines, navajas de afeitar, o, como en el caso de una pieza recuperada recientemente en Herrera del Duque, un instrumento de cuerda, a la manera de la phorminx homérica.

### Dominación romana

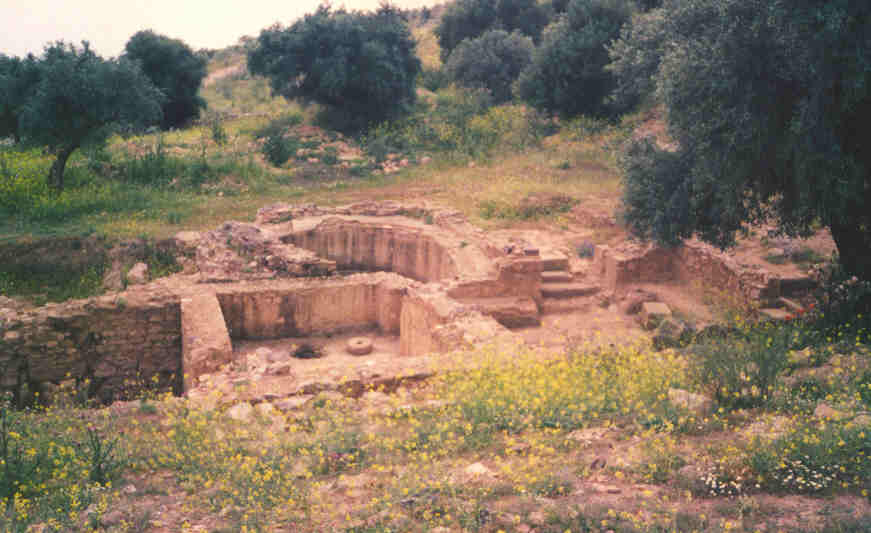
Villa romana de Lacimurga.

A la primera presencia romana obedecen asentamientos fortificados del porte del que se conserva el Peñón del Pez, de Peñalsordo, y muy pronto toda la zona debió de verse sometida al sistema administrativo romano, desarrollado desde centros urbanos priorizados desde el punto de vista político, algunos de los cuales recibirían el estatus de municipium con la concesión generalizada del ius Latii que tiene lugar bajo el reinado de Vespasiano (73-74 d. C.). Tal sería el caso de los dos grandes núcleos urbanos de época romana documentados hasta la fecha en la zona: Lacimurga Constantia Iulia, identificada con el Cerro de Cogolludo (Navalvillar de Pela), y Mirobriga, localizada en el Cerro del Cabezo, en término municipal de Capilla. De ambas se conocen gran cantidad de hallazgos, tanto monumentales como epigráficos, y en ambas se han realizado recientemente excavaciones arqueológicas sistemáticas que en el primero de los casos ha documentado el hundimiento de sus raíces en los primeros siglos del I milenio a. C., con una fuerte presencia orientalizante, y en el segundo la presencia de un edificio monumental tal vez relacionado con el foro de la ciudad.

### Reconquista
Las tierras que se conocen como Siberia extremeña pertenecieron al reino musulmán de Toledo hasta que fue conquistado en 1085 por Alfonso VI de León. Sin embargo, al estar este territorio tan alejado de la capital toledana, no se incorporó en esta fecha a Castilla, sino que quedó entre cristianos y musulmanes; es decir, en la frontera.
En la vanguardia de esta zona, los musulmanes construyeron o repararon una serie de fortalezas estratégicamente situadas en Capilla, Almorchón, Alcocer, Puerto Peña y Herrera. A su vez, los cristianos de Toledo construyeron otra serie de fortalezas con los castillos de Muro, Dos Hermanas, Malamoneda y Milagro. Es en 1212, con la derrota musulmana en las Navas de Tolosa, cuando se produce un fuerte cambio de ritmo en la reconquista. Entre 1212 y 1230, las tierras de La Siberia extremeña fueron incorporándose a Castilla.
La reconquista de la comarca la inició  Alfonso Téllez de Meneses, caballero palentino, afincado en Toledo, quien en 1222 pobló, entre otros, el castillo de Muro. Unos años después, en 1226, el castillo fue vendido al arzobispo de Toledo. Alfonso Téllez conquistó también Alcocer hacia 1225, donándola al arzobispo de Toledo. En 1226 Fernando III conquistó el castillo de Capilla, para entregárselo unos años después a los templarios con un amplio alfoz que, al disolverse en 1309 la Orden del Temple, pasó a la Orden de Alcántara. Este territorio, que pasó también al arzobispado de Toledo, formaría luego el estado de Capilla, adscrito a la casa ducal de Osuna.
Así comenzó la dependencia de La Siberia respecto de Toledo, que aún perdura hoy en lo eclesiástico. Con la reconquista, los reyes cristianos se vieron obligados, ante la imposibilidad de controlar todos los territorios, a repoblar los que iban recuperando y a otorgar su administración a miembros de la nobleza, a órdenes militares, a instituciones eclesiásticas y a las ciudades. A las ciudades en particular les interesaba expandir lo más posible su jurisdicción municipal sobre grandes extensiones de tierra. Por eso, en La Siberia extremeña serán los concejos de Toledo y Talavera de la Reina los que formen cada uno un amplio alfoz, para poblarlo y defenderlo. De la actual Siberia extremeña solo dos localidades, Castilblanco y Valdecaballeros, pertenecieron al concejo de Talavera; las demás pertenecieron al de Toledo, organizándose a partir de la reconquista en tres unidades territoriales: condado de Belalcázar (más tarde, vizcondado de Puebla de Alcocer), estado de Capilla y condado de Siruela.

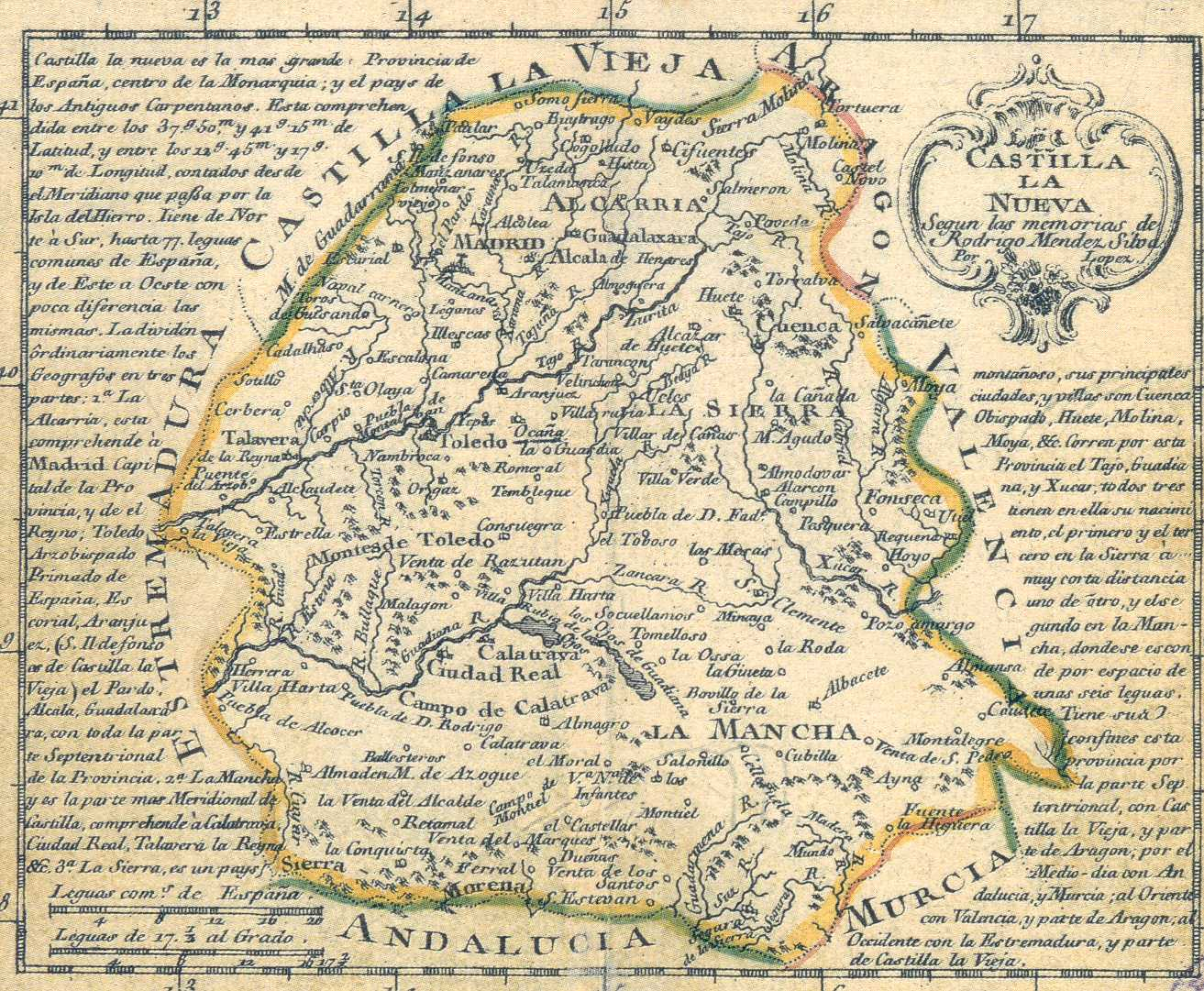
Castilla la Nueva en 1785. Obsérvese cómo la comarca de La Siberia aparece como parte integrante de Castilla La Nueva.

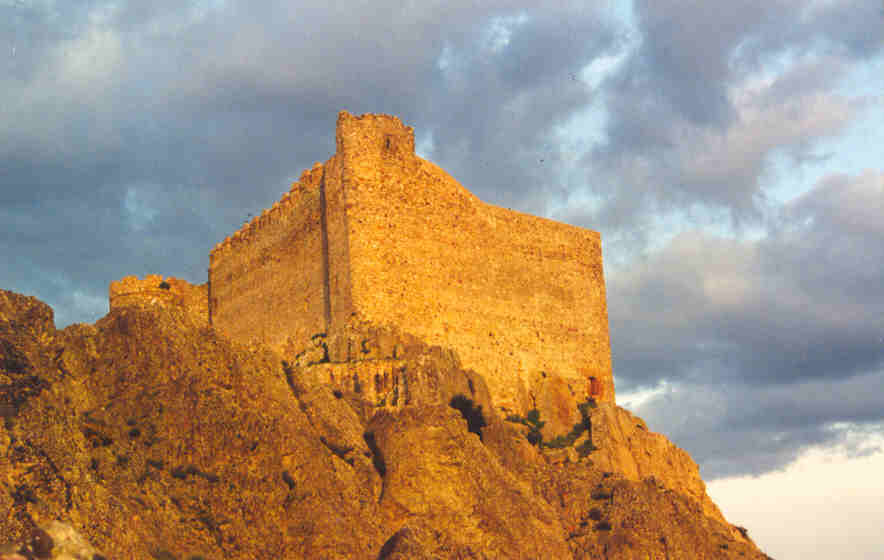
Castillo de Puebla de Alcocer.

Pronto surgieron dificultades entre Talavera y Toledo sobre estas tierras. En 1445 el rey Juan II concedió la Puebla de Alcocer, con todo su extensísimo territorio, al maestre de Alcántara, don Gutierre de Sotomayor. Toledo se apresuró a reclamar ante el rey, intentando recuperar la zona, pero no lo consiguió. Por el contrario, en 1447 el maestre consiguió que el rey encargara el deslinde de los términos de La Puebla de Alcocer. En estos momentos, por tanto, prácticamente todo el territorio de la actual Siberia extremeña estuvo bajo el mando del maestre, siendo Puebla de Alcocer su capital. Para recuperar estos lugares, Toledo mantuvo largos pleitos, que no obtuvieron éxito. Solo al fallecer don Gutierre se solventaron las diferencias, anulándose el deslinde y estableciéndose la vuelta de las villas de Alía, Valdecaballeros, Castilblanco, Sevilleja de la Jara, etcétera, al arzobispo de Toledo como adscritas a su villa de Talavera. El fin del pleito inició una etapa de buenas relaciones entre Talavera y Puebla de Alcocer, etapa que culminó en Alía, en 1469, con la firma de unas capitulaciones entre el concejo de Talavera y doña Elvira de Stúñiga, como tutora de su hijo, el conde de Belalcázar, con el fin de "poner mayor paz e concordia entre anbas las dichas sus partes e vezinos de la dicha villa de Talavera e su tierra e de los vasallos de la dicha señora don Elvira, vezinos de la dicha su villa de Herrera e su tierra".
Con la creación de las provincias fiscales por los Reyes Católicos en 1502, casi toda esta comarca, a excepción de las localidades de Castilblanco y Valdecaballeros, quedará englobada, sin motivos de peso aparentes, en la provincia de Salamanca junto con el resto de Extremadura. Ya en 1653, se crea la provincia fiscal de Extremadura, de la que seguirá formando parte La Siberia. Sin embargo, esto no romperá en modo alguno la dependencia de esta comarca del concejo de Toledo ni del Arzobispado toledano, motivo por el cual La Siberia aparece en varios mapas antiguos como parte integrante de Castilla la Nueva y no de Extremadura.

### Los tiempos modernos
La división provincial de España de 1833 incorporó todos los pueblos de la Siberia extremeña a la provincia de Badajoz. La división provincial se completó con la subdivisión en partidos judiciales que se llevó a cabo en 1834. Los pueblos de la comarca formaron los partidos de Herrera del Duque y Puebla de Alcocer. Los nuevos partidos judiciales eran los menos poblados de los catorce en los que se dividía la provincia de Badajoz. El partido de Herrera del Duque estaba formado por trece pueblos y poco más de quince mil habitantes; el de Puebla de Alcocer, catorce pueblos y algo menos de quince mil habitantes. Esta división en partidos judiciales se ha mantenido hasta la segunda mitad del siglo XX. Así, cada partido llegó a convertirse en una referencia no solo judicial sino también administrativa, electoral, recaudadora y hasta comercial. Todo ello generó un sentimiento de pertenencia a una misma comunidad donde formar parte de un mismo partido adquiere relevancia.
Los cambios demográficos aconsejaron la modificación de los antiguos partidos judiciales a partir de 1965. El partido de Puebla de Alcocer desapareció y sus pueblos se repartieron entre los limítrofes. La mayor parte, con la capital, se integraron en el de Herrera del Duque. Desde entonces se ha generado un sentimiento similar al que estimuló la antigua división y los diecisiete municipios del nuevo partido de Herrera del Duque, con sus 24 000 habitantes y 2.691,6 kilómetros cuadrados, constituyen La Siberia extremeña.

## Gobierno y política
El presidente de la mancomunidad es Regino Barranquero Delgado, alcalde de Siruela por el PSOE. Previamente, en la legislatura 2011-2015, el presidente fue Pedro Ledesma Flores, alcalde de Talarrubias.
| 2011-2015 | Pedro Ledesma Flores       | PSOE | Talarrubias |
| 2015-2019 | Regino Barranquero Delgado | PSOE | Siruela     |

## Geografía

### Relieve

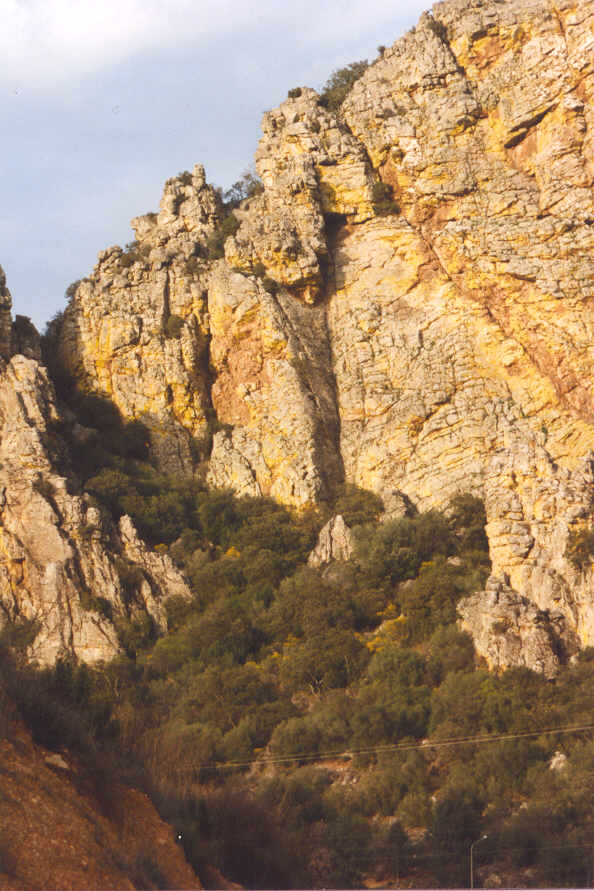
Sierra de Puerto Peña.

La denominación primitiva de esta comarca, 'Los Montes', hace ya una referencia suficientemente significativa hacia sus rasgos topográficos. Este espacio exhibe un dinámico relieve, en el que se alternan agrestes serranías, valles encajonados y onduladas llanuras. Más del 90 % del terreno se sitúa entre las cotas 400 y 800 metros s.n.m., superándose esta altitud en solo cinco puntos de las sierras más orientales: Sierra de la Umbría, Los Castrejones, Cantosnegros, Santana y Pico Montilla; siendo esta última la cota máxima de la comarca con 940 metros. De norte a sur, cabe citar las sierras de El Aljibe, La Dehesilla, La Lobera, La Rinconada, Barbas de Oro, Los Pastillos, Manzano, Peloche, Los Golondrinos, Consolación, Chamorro, La Chimenea, Escorial, Los Villares, Mirabueno, Santana, Sierra del Castillo, Lares y Siruela.
Este conjunto de serranías constituye una de las estribaciones meridionales de los Montes de Toledo, en conexión directa con el macizo de Las Villuercas, que presenta fuertes pendientes, con rupturas, a menudo bruscas a pie de monte. Solo en el tercio sur comarcal aparecen amplias llanuras onduladas, que vierten gradualmente su pendiente sobre la cuenca del Zújar.

### Hidrología
Los ríos, embalses y pantanos son una de las principales características de La Siberia extremeña que, junto a la vecina comarca de La Serena, forman el territorio que posee más kilómetros de costa interior en España. La comarca posee cinco grandes pantanos; tres en el curso del Guadiana (Cíjara, García de Sola y Orellana), y dos en el Zújar (Embalse del Zújar y La Serena). Juntos suman una capacidad de almacenaje de 6.395 hm³, lo que supone el 12% del total de España; solo La Serena, con 3.219 hectómetros cúbicos, representa el 6%. Además, algunas de estas presas producen también energía hidroeléctrica. Esta gran cantidad de agua embalsada es fruto del grupo de actuaciones llevadas a cabo en la provincia durante la segunda mitad del siglo XX, denominado Plan Badajoz, y que tenía como objetivo mejorar la agricultura de la zona.
El accidentado relieve propicia la existencia de acuíferos en ladera, que alimentan numerosos manantiales repartidos por todo el territorio de la comarca. Algunos de ellos están siendo explotados comercialmente debido a la calidad de sus aguas. También existe un balneario, ya conocido desde los inicios del siglo XIX, que aprovecha las propiedades mineromedicinales de las aguas termales, siendo uno de los escasos establecimientos de este tipo de toda la provincia.

### Clima
La posición geográfica de La Siberia, entre la meseta castellana (con clima mediterráneo continental), el Atlántico (clima más suave) y el Mediterráneo (más cálido y mucho más seco), convierte a este territorio en una franja de transición, adoptando algunas características de cada uno de ellos. Dentro de la comarca, también se producen microclimas locales, con diferencias apreciables, derivado de la orientación de las sierras. Estas diferencias resultan más acusadas en cuanto a precipitaciones y no tanto sobre las temperaturas. 

#### Lluvias
Las localidades del norte presentan lluvias bastante más abundantes que las localidades del sur de la comarca. El número de días lluviosos al año está entre 60 y 70. El reparto estacional de precipitaciones es irregular, con máximas entre enero y marzo, pero se dan grandes desviaciones sobre las medias entre años secos y lluviosos. El semestre abril-septiembre suele presentar una fuerte y prolongada sequía estival, marcada por una acentuada aridez. Las nevadas son raras, y en todo caso suceden uno o dos días, cuajando solo unas horas, cada tres o cuatro años.

#### Temperaturas
La comarca alcanza unas 2900 horas de sol al año, cuya intensidad resulta inversa a las precipitaciones. La temperatura media anual está en torno a los 16 °C, con tendencia a bajar algo en el norte y a subir en el sur del territorio. El mes más frío es enero, con 6-7 °C de media, y el más cálido, julio, con 25-27 °C, lo que supone una amplitud térmica media anual que rebasa los 20 °C. Las máximas y mínimas absolutas se sitúan, también en estos meses, en -2 °C y 42 °C respectivamente, que indica una fuerte oscilación térmica de 44 °C (rasgo típico de clima continental).
Estos balances termopluviométricos, con inviernos suaves, primaveras frecuentemente cortas y largo y seco estiaje, permite considerar al clima de La Siberia, de forma genérica, de tipo 'mediterráneo subhúmedo', con variantes de tipo húmedo en puntos del norte y más seco en una franja sur, y con escasa influencia atlántica.

### Fauna y flora

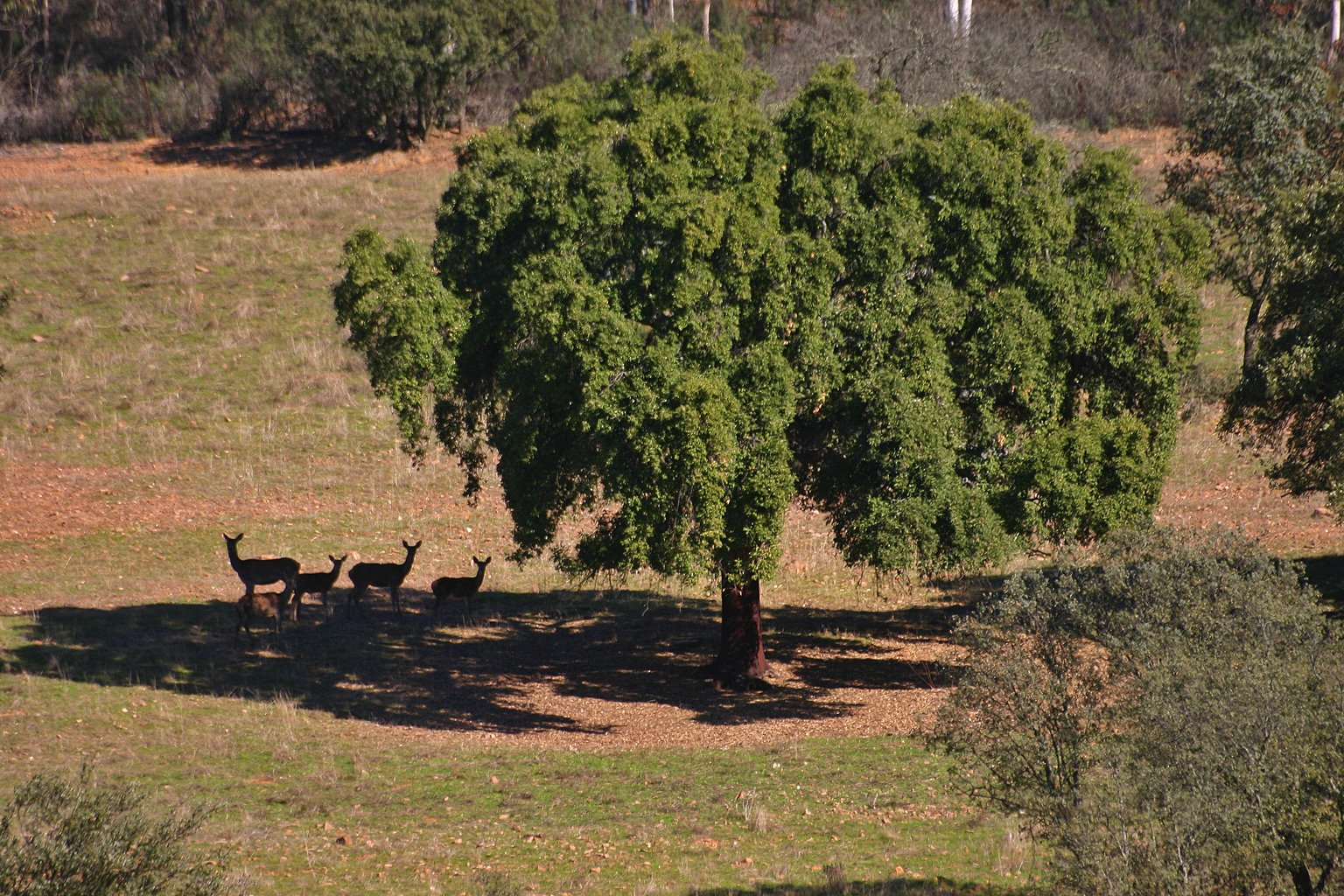
Ciervos bajo una encina, imagen típica en La Siberia extremeña.

El ecosistema primigenio más representativo de la zona es el bosque esclerófilo mediterráneo (árboles de hojas duras y persistentes), predominando la encina en la mayor parte del espacio, acompañada del alcornoque en zonas más restringidas (sobre todo umbrías y algunos suelos profundos), al ser más exigente en humedad. Aparece también otra quercínea (familia con que se denomina a este género de árboles), el quejigo, especie bastante rara en Extremadura. El estrato arbóreo se halla tapizado en sus estadios más puros por un denso sotobosque, formando el matorral mediterráneo, muy diverso en especies: madroño, durillo, labiérnago, lentisco, cornicabra, mirto, coscoja, torvisco, etc. Extensas áreas serranas del centro y norte de la comarca han sido repobladas con pinos resineros, piñoneros y eucaliptos, cuyo cultivo forestal está prácticamente abandonado en la actualidad, ante su escasa o nula rentabilidad económica. También los bordes de los pantanos han sido extensamente repoblados con eucaliptos, pinos y más escasamente chopos, con el fin, no tanto de explotación de la madera, sino más bien para la retención del suelo y de los materiales que por escorrentía superficial pueden ser arrastrados desde los terrenos que vierten directamente al vaso del embalse, ocasionando una progresiva colmatación del mismo.
Aves

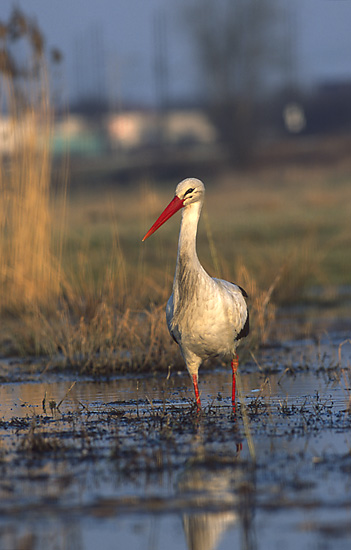
Cigüeña blanca.

La fauna de la comarca destaca por su diversidad, viven en la zona prácticamente todas las casi 500 especies de vertebrados silvestres descritas en Extremadura. Entre las aves, más de la mitad de la población provincial de buitre leonado se encuentran en los cortados rocosos de 'Los Montes'. En menor número nidifican águilas perdiceras y águilas reales, alimoche, halcón peregrino, búho real, buitre negro, águila imperial ibérica, cigüeña negra... La abundancia de agua, en su mayor parte retenida por los embalses de la comarca, ha propiciado el asentamiento de variados grupos de aves acuáticas. Destaca el embalse de Orellana, declarado Área ZEPA (Zona de Especial Protección para las Aves), ahora Zona de Especial Conservación por la Ley 8/1998, de Conservación de la Naturaleza y de Espacios Naturales de Extremadura.
En el medio urbano merece distinción la cigüeña blanca, así como el cernícalo primilla, lechuza, golondrina y vencejo.
Mamíferos
La fauna cinegética se encuentra principalmente asentada en la Reserva Regional de Caza de Cijara, donde conviven jabalíes, ciervos, gamos (muy localizados) y corzos, como piezas de caza mayor. La caza menor está representada por perdices rojas, palomas torcaces, tórtolas, liebres y conejos.
Peces
En cuanto a la fauna piscícola, las especies más codiciadas por los pescadores son la carpa, barbo, comizo, cabecicorto, lucio, boga, black-bass,... aunque también existen otros de menor interés deportivo y culinario, pero de gran importancia ecológica: pardilla, cacho, colmilleja, calandino, gambusia,...

## Demografía
Su población siempre ha sido escasa. El periodo de mayor vitalidad de la población fue la primera mitad del siglo XX. A pesar de la incidencia de la epidemia de la gripe en la segunda década y de la guerra civil en los años 30, su población creció a ritmos desconocidos (11,3 por mil anual) y se aproximó a los 50.000 habitantes. Sin embargo, durante la segunda mitad del siglo XX la emigración ha vaciado las tierras de La Siberia extremeña y ha condicionado la actual estructura de su población. En fortísimo contraste con la situación española, la comarca ha perdido casi la mitad de su población. La continua emigración de jóvenes ha dejado una población envejecida en la comarca: hay más personas mayores de sesenta y cuatro años que menores de dieciséis. A pesar del retorno de algunos siberianos, en su mayoría ya jubilados, la comarca sigue perdiendo población debido a que mueren más personas de las que nacen.

## Economía
Con una estructura de población tan desequilibrada, la tasa de actividad es muy baja. Pero esto no supone extrema escasez económica para la comarca. En el contexto de una provincia poco desarrollada, los siberianos viven bien gracias a las transferencias del sector público. Su renta familiar disponible solo es inferior a la comarca de Badajoz y similar a la de las zonas de Mérida y Almendralejo. La ocupación de las gentes de La Siberia ha variado en las últimas décadas. A finales del siglo XIX cerca del 90% trabajaba en la agricultura, entre el 5% y el 6% eran artesanos y muy pocos trabajaban en la industria y los servicios. En la actualidad, más de la tercera parte lo hace en los servicios (36,38%), seguida de cerca por la agricultura (31,03%). Industria y construcción emplean al 14,33% y 18,26% de la población, respectivamente.

## Cultura

### Fiestas
Siruela y Tamurejo celebran la Fiesta de la Trasterminancia, en recuerdo a la tradición ganadera de la zona.

### Gastronomía
La gastronomía es muy variada, aunque apenas se comercializa. El eje básico sigue siendo el cerdo, ya que aún son abundantes las matanzas caseras. Destacados, son también los productos derivados de la caza: tasajos del ciervo o jabalí, chorizos de jabalí, etc. 
Entre los platos típicos podemos citar el escarapuche en Peloche (a base de carne o peces asados, cebolla, tomate, pimiento verde, vinagre, aceite y sal) y el salmorejo en Talarrubias y Puebla de Alcocer (ajos, bacalao, pimentón, aceite, vinagre, pan, agua y sal), las migas con sus engaños, la caldereta, el gazpacho (con sus variedades: ajo blanco y gazpacho de invierno), pistos, sopas de tomate, sopas de cachuelas, rabos de cordero, cocido con relleno en diversas localidades, repápalos... La escasez de recursos característica de la zona durante la primera mitad del siglo XX motivó el empleo abundante de productos marginales, la mayoría de los cuales aún se utilizan: espárragos, setas, berros, cardillos, abrepuños, achicorias, moje de amapolas, criadillas, níscalos, pajarillos, higos chumbos, plantas aromáticas y medicinales...
Es también importante la producción de miel en Fuenlabrada de los Montes.
Tampoco se comercializan los vinos de la tierra, denominados de pitarra, que se siguen produciendo de forma casera. En Castilblanco se hace, del mismo modo, la gloria, a base de mosto de uva y aguardiente. En Fuenlabrada de los Montes, Puebla de Alcocer yTalarrubias otras localidades se hace también el chapurrao, con agua, azúcar, aguardiente y, a veces, anís.
En La Siberia existe una gran tradición repostera. Especialmente en las fechas cercanas a Semana Santa o en fiestas destacadas, podemos encontrar: almendradillos, bódigos, bollos, buñuelos, canutos (Garlitos), chaquetías, gañotes (Garbayuela), mantecados de cajón, perrunillas, pestiños, queso de almendras (Fuenlabrada de los Montes),rosquillas,candelillas y flores con miel en Casas de Don Pedro y Talarrubias, rosquillas, tortas de chicharrones... También destaca el uso de la miel en la elaboración de los dulces: arrope, gachas, canelones, flores, roscas de candelilla o canelilla, etc.

## Deporte
Desde el año 2006 se celebran, anualmente, en el mes de abril, los Juegos Deportivos de la Siberia (Judesi), en los que participan los alumnos de los colegios pertenecientes a la mancomunidad. Se disputan pruebas en las disciplinas de atletismo (velocidad y resistencia), salto de longitud, lanzamiento de jabalina y circuito de habilidad por relevos. En la XII edición de los Judesi, celebrada en Talarrubias en abril de 2017, se dieron cita aproximadamente 300 participantes.
Los Judesi se celebran cada año en un municipio diferente de la mancomunidad, aunque existen unos mínimos requisitos de capacidad organizativa que deben cumplir los municipios aspirantes a albergar la competición. Hasta la fecha los juegos se han celebrado dos veces en Garbayuela (2008 y 2013), dos en Esparragosa de Lares (2009 y 2015), dos en Puebla de Alcocer (2010 y 2016), dos en Talarrubias (2012 y 2017) y una en Siruela (2014).